# Гетманский, Эдуард Данилович
Эдуард Данилович Гетманский (родился 28 октября 1944, Уфа) — коллекционер и историк экслибриса, библиофил, автор ряда монографий, каталогов выставок по книжному знаку. Член редколлегии «Российского экслибрисного журнала». Полковник-инженер в отставке, кандидат технических наук.
Свой путь в искусство экслибриса начинал под руководством председателя Московского клуба экслибрисистов (МКЭ) С.А. Вуля и графика-ксилографа Г.А. Кравцова. Ныне собрание экслибрисов насчитывает около 50 тысяч графических миниатюр и является крупнейшим в Российской Федерации. Основные разделы коллекции: «Портретные (иконографические) экслибрисы», «Ленинские книжные знаки», «Книжные знаки с изречениями и афоризмами», «Еврейский книжный знак» и др. Опубликовал около 5000 статей в различных средствах массовой информации Советского Союза и Российской Федерации. Свое внимание он адресовал провинции, став постоянным корреспондентом многих газет. Его статьи были опубликованы в 869 редакциях газет на 26 языках народов СССР.
В 2011 году награждён медалью и специальным дипломом лауреата международной премии FISAE имени Удо Иваска «За исследовательские работы в области науки о книжных знаках». В 2016 году награждён почётным сертификатом международной премии FISAE имени Хелмера Фогедгаарда «За организацию большого числа выставок и издание работ, способствующих популяризации книжных знаков».
В 2018 году награждён  почётным сертификатом международной премии FISAE имени  Джианни Мантеро «За выдающийся вклад в пропаганду книжных знаков путём активного распространения знаний о книжных знаках среди широкой общественности на международном  уровне».
В 2015 году Эдуард Гетманский награждён медалью "За выдающийся вклад в развитие коллекционного дела в России", а в 2019 году он был награждён российской медалью "За труды в просвещении, культуре искусстве и литературе". Автор 16 монографий по книжному знаку (58 томов). В монографиях рассматривает острые вопросы истории, теории и практики отечественного экслибриса (вопросы о дефиниции экслибриса, книговедческом и искусствоведческом синтезе книжного знака, «мнимых» графических миниатюрах, вопросы специфики, эстетики, языка и «книжности» экслибриса). Его монографии находятся не только в ведущих библиотеках и музеях России - Российской государственной библиотеке, Российской национальной библиотеке, Государственной публичной исторической библиотеки России, Государственном музее изобразительных искусств им. А.С.Пушкина, Российской государственной библиотеке искусств, но и в крупнейших библиотеках мира, в том числе Библиотеке Конгресса США и Национальной библиотеке Израиля, музее Яд-ва-Шем в Иерусалиме. Провёл 16 художественных выставок книжного знака (1974-1991), каждую из которых сопроводил уникальным каталогом. На выставках, которые прошли в Туле, было показано около 12000 книжных знаков из собрания коллекционера. В тульских выставках книжного знака участвовал 1541 художник, это практически все художники, кто работал в малой графике в советский период. На исходе XX века провёл в Туле первую и единственную к тому времени в СССР и постсоветской России выставку по еврейской тематике - «Еврейская тема и творчество советских художников-евреев в книжном знаке (экслибрисе)». По мнению специалистов, эта выставка и каталог к ней открыли новую страницу в «российской иудаике».
Один из постоянных авторов-дарителей книг Российской национальной библиотеки, Российской государственной библиотеки — им переданы книги, изданные в 2004-2024 годах. Для домашней библиотеки Э.Д. Гетманского 147 отечественных художников-графиков выполнили 2161 книжный знак. Никто в мире не имел и не имеет такого числа личных книжных знаков.
Проживает в Туле. Отец Александра Гетманского.

## Список монографий
1. «Российский книжный знак (1917—1991)» в трёх томах. Тула. «Инфра» 2004—2005. (т. 1 — 382 с.; т. 2 — 310 с.[15]; т. 3 — 309 с.)[1]. Т.1: 1917—1969. Тула. РИФ «Инфра». 2004. 382 с. Т.2: 1970—1991. Тула. РИФ «Инфра». 310 с. 2005. Т.3: Иллюстрации книжных знаков. Тула. РИФ «Инфра». 2005. 309 с.[16].
2. «Ex libris. Охранная грамота книги» в двух томах. Т.1: Тула. «Лик». 2006. 261 с. Т.2: Тула. «Лик». 2006. 272 с.[1].
3. «Мир экслибриса: записки коллекционера» в четырёх томах. Т.1: О коллекциях и коллекционерах. Страницы воспоминаний. Тула. «Папирус». 2007. 389 с. Т.2: Выставочная и издательская деятельность. Экслибрисы личной библиотеки. Тула. «Папирус». 2007. 427 с. Т.3: Экслибрисная Лениниана. Тула. «Папирус». 2007. 440 с. Т.4: Публикации по советскому книжному знаку. Тула. «Папирус». 2007. 304 с.[1].
4. «Энциклопедия советского экслибриса (1917—1991)» в шести томах. Тула. «Папирус». 2008. (т.1. — т. 6 по 400 с.). Т.1: Азербайджан. Армения. Белоруссия. Грузия. Казахстан. Тула. «Папирус». 2008. 400 с. Т.2: Киргизия. Латвия. Литва. Тула. «Папирус». 2008. 400 с. Т.3: Россия (1917—1969). Тула. «Папирус». 2008. 400 с. Т.4[17]: Россия (1970—1991). Тула. «Папирус». 2008. 400 с. Т.5: Россия. Туркмения. Узбекистан. Эстония. Тула. «Папирус». 2008. 400 с. Т.6: Украина. Тула. «Папирус». 2008. 400 с.[18].
5. «Художественный экслибрис Российской империи (1900—1917)»[19] в двух томах. Тула. «Папирус». (т. 1 — 394 с.; т. 2 — 403 с.). Т.1: Тула. «Папирус». 2009. 394 с. Т.2: Тула. «Папирус». 2009. 403 с.[18].
6. «Экслибрис российско-еврейского этноса (1795—1991)» в 3-х т.: Т.1: Российская империя (1795—1917). Тула. «Папирус». 2010. 393 с. Т.2: Советский Союз (1918—1991). Тула. «Папирус». 2010. 396 с. Т.3: Иллюстрации книжных знаков. Тула. «Папирус». 2010. 386 с.[5].
7. «Максимы и размышления с приложением книжных знаков» в двух томах. Т.1: Тула. «Папирус». 2011. 400 с. Т.2: Тула. «Папирус». 2011. 400 с.[1].
8. «Отпечаток человеческой души (каталог коллекции книжных знаков)» в десяти томах. Т.1. Тула. «Тульский полиграфист». 2012. 600 с.; Т.2. Тула. «Тульский полиграфист». 2012. 600 с.; Т.3. Тула. «Тульский полиграфист». 2012. 600 с.; Т.4. Тула. «Тульский полиграфист». 2012. 600 с.; Т.5 Тула. «Тульский полиграфист». 2013. 600 с.; Т.6. Тула. «Тульский полиграфист». 2013. 600 с.; Т.7. Тула. «Тульский полиграфист». 2013. 600 с.; Т.8. Тула. «Тульский полиграфист». 2013. 600 с.; Т.9. Тула. «Тульский полиграфист». 2014. 600 с.; Т.10. Тула. «Тульский полиграфист». 2014. 600 с.
9. «Экслибрис — документ эпохи» в трёх томах. Т. 1. Тула. «Тульский полиграфист». 2015. 588 с.; Т. 2. Тула. «Тульский полиграфист». 2015. 587 с.; Т. 3. Тула. «Тульский полиграфист». 636 с. ISBN 5-85221-106-5[20].
10. «Поэтическое сердце России (есенинский экслибрис)» в двух томах. Тула. «Тульский полиграфист». 2016. (т. 1 — 646 с.; т. 2 — 624 с.). ISBN 5-85229-108-5[21].
11. «Экслибрисная мемориальная летопись (евреи — герои Великой Отечественной войны)» в трёх томах. Т.1. Тула. ООО ТППО. 2017. 569 с.; Т. 2. Тула. ООО ТППО". 2017. 563 с.; Т. 3. Тула. ООО ТППО. 2017. 577 с.[22].
12. «Экслибрисы народа книги (еврейская тема в отечественном книжном знаке)» в двух томах. Т.1. Тула. ООО «ТППО». 562 с. 2018. ISBN 5-85266-109-5[23]. Т. 2. Тула. ООО «ТППО». 611 с. 2018[24].
13. «Еврейский иконографический экслибрис» в восьми томах. Т.1. Тула. ООО «ТППО». 570 с. 2019; Т.2. Тула. ООО «ТППО». 558 с. 2019; Т.3. Тула. ООО «ТППО». 595 с. 2020; Т.4. Тула. ООО «ТППО». 541 с. 2020; Т.5. Тула. ООО «ТППО». 559 с. 2021; Т.6. Тула. ООО «ТППО».534 с. 2021; Т.7. Тула. ООО «ТППО». 540 с. 2022; Т.8. Тула. ООО «ТППО». 527 с. 2022[25].
14. «Ex libris. Историко-культурный феномен» в двух томах. Т.1. Тула. ООО «ТППО». 589 с. 2023; Т.2. Тула. ООО «ТППО». 580 с. 2023[26].
15. «Спутник книги -  экслибрис» в 4 выпусках  (электронное издание). Вып.1 «РБИК» Тульская областная научная библиотека 129 с. 2023[27]. Вып. 2 «РБИК». 528 с. 2023[28]. Вып. 3 «РБИК». 651 с. 2023[29]. Вып. 4 «РБИК» 506. с. 2024.
16. «Солдаты не делятся на взрослых и детей (детское лицо Победы)». Т.1. Тула. ООО «ТППО» 539 с. 2024; Т.2. Тула. ООО «ТППО»  504 с. 2024[30].
17. «Дорога длиною в жизнь (о памятнике истории - экслибрисе)» в трёх томах. Т.1. Тула. ООО Аквариус. 612 с. 2024; Т.2. Тула. ООО Аквариус. 638 с. 2024; Т.3. Тула. ООО Аквариус. 564 с. 2024.[31].

## Список каталогов выставок
1. «Экслибрисы Гершона Абрамовича Кравцова[32]». Библиотека Борисоглебского гарнизонного дома офицеров. Борисоглебск. 1974.
2. «Ленинские книжные знаки». Выставка ленинских книжных знаков (из собрания Э. Гетманского). Тульское областное отделение добровольного общества любителей книги. Тула. 1976[33].
3. «Анатолий Калашников. Выставка графики». Тульское областное отделение Добровольного общества любителей книги РСФСР. Клуб книголюбов при Областном доме работников просвещения Тула. 1977[1].
4. «Советский книжный знак. 1917—1977». Тульское областное отделение добровольного общества любителей книги. Клуб книголюбов при областном Доме работников просвещения. Тула. 1977[34].
5. «Подвигу жить в веках». Всероссийское добровольное общество любителей книги. Тульская областная организация. 1978[1].
6. «Живые, трепетные нити…». Выставка книжных знаков. Всероссийское добровольное общество любителей книги. Тульская областная организация. Тула. 1978[33].
7. «Ex libris. Визитная карточка книги». Тульский областной дом работников просвещения. Тула. 1979[18].
8. «Вождь, учитель, друг». Выставка книжного знака. Тульский городской отдел народного образования. Городской дворец пионеров и школьников. Тула. 1980[34].
9. «Советский художественный книжный знак. Моя Родина». Выставка книжных знаков. Тульский областной совет профсоюзов. Дворец культуры профсоюзов. Тула. 1982[34].
10. «Лениниана в искусстве книжного знака». Выставка из собрания Гетманского Э. Д. Тульский областной совет профсоюзов. Дворец культуры профсоюзов. Тула. 1983[34].
11. «Охранная грамота книги».Тульский областной совет профсоюзов. Дворец культуры профсоюзов. Тула. 1984[1].
12. «Суровая память войны». Тульский областной совет профсоюзов. Дворец культуры профсоюзов. Тула. 1985[1].
13. «Экслибрисы советских художников». Тульский областной совет профсоюзов. Дворец культуры профсоюзов. Тула. 1986[35].
14. «Советский портретный экслибрис». Тульский областной совет профсоюзов. Дворец культуры профсоюзов. Тула. 1987[1].
15. «Экслибрис — знак книголюба». Тульский областной совет профсоюзов. Дворец культуры профсоюзов. Тула. 1989[1].
16. «Советский экслибрис 80-е годы». Тульский областной совет профсоюзов. Дворец культуры профсоюзов. Тула. 1990[1].
17. «Еврейская тема и творчество советских художников-евреев в книжном знаке (экслибрисе): каталог выставки книжных знаков из собрания Эдуарда Гетманского»[5]. Тула. 1999. 124 с. ISBN 5-88422-189-4[1].

## Критика
В. М. Бакуменко (ответственный секретарь Российского экслибрисного журнала Международного союза книголюбов):
«В советский период имя Эдуарда Гетманского было широко известно, как автора невероятного количества экслибрисных публикаций. До самых отдалённых районных центров доходили публикации Гетманского на темы, о существовании которых там даже и не подозревали. И эта подвижническая просветительская деятельность продолжалась несколько десятков лет. Трудно представить, сколько любителей книги познакомил с книжными знаками Э. Д. Гетманский. Конечно, все эти годы он активно коллекционировал экслибрисы и собирал всевозможные материалы на эту тему. Шло накопление информации для будущих фундаментальных исследований истории советского книжного знака. Результаты подвижнической коллекционерской и исследовательской деятельности Э. Д. Гетманского стали воплощаться в жизнь ещё в прошлом столетии, но то, во что они вылились в XXI веке поразило многих коллекционеров, библиофилов и исследователей, поскольку все эти книги в нескольких томах вместили огромный фактический материал. Такому результату стоило посвятить жизнь».
М. А. Волчкова (научный руководитель ГУК ТО «Историко-краеведческий и художественный музей»):
«Э. Д. Гетманский — энциклопедист и великий подвижник книжного знака, талантливый учёный и выдающийся коллекционер. Его уникальные знания и осведомлённость в вопросах экслибриса поражают, его упорный целенаправленный труд достоин уважения, его вклад в искусство книжного знака бесценен. Всему тому, что он сделал в области изучения советского книжного знака, мы бесконечно обязаны ему. Жизнь, посвящённая без остатка науке и искусству — жизнь поистине счастливого человека».
Е. Г. Шаин (заведующий кафедрой социальных наук ТГПУ им. Л. Н. Толстого, профессор):
«Уникальную коллекцию книжных знаков Э. Д. Гетманского, поскольку в ней отображен многоликий мир профессий, увлечений, интересов, литературных пристрастий многих тысяч людей, по праву можно назвать своеобразной энциклопедией, раскрывающей облик и самих людей, и эпохи, в которой они жили. Каждый экслибрис в коллекции это увлекательная история его создания, история библиотеки, история знаковладельца, история художника его создавшего. Гетманский сделал то, чего не под силу другим коллекционерам, даже очень крупным и именитым. Он выполнил научное описание одного из самых больших ныне в России собрания малой графики… Своё счастье Эдуард Данилович искал в пути и нашёл его в конце долгой непроторённой коллекционной дороги. В процессе всей своей долгой подвижнической коллекционной деятельности Гетманский на своём примере показал, что истинное собирательство есть страсть, причём это благородная страсть благородных людей, которые в процессе собирательства становятся творцами».
Николай Сенченко (коллекционер и искусствовед из Алматы):
«Имя тульского коллекционера книжных знаков Эдуарда Даниловича Гетманского далеко известно за пределами России, в коллекционном мире он личность легендарная. Всё, что он сделал за долгие годы коллекционной деятельности, достойно уважения и признания, он доказал, что коллекционирование при наличии поставленной светлой цели становится вдохновением».
Григорий Санин (искусствовед, Германия):
«Гетманский - жрец и подвижник книжного знака, хороший организатор и талантливый импровизатор, его энциклопедические знания и осведомлённость в вопросах экслибриса поражают, его упорный целенаправленный труд достоин уважения, его вклад в искусство книжного знака бесценен, всё, что он сделал на ниве книжного знака, он сделал один, такому результату стоило посвятить жизнь, он по истине счастливый человек».
Л. В. Шустрова (председатель исполкома Международного Союза книголюбов):
«Эдуард Данилович Гетманский - главный энциклопедист Советского Союза, человек высокого интеллекта, редкий труженик Упорный целенаправленный труд заслуженно определил место Э. Д. Гетманского, его уникальной коллекции книжных знаков в национальной культуре России».
М. Е. Лаврова (доцент кафедры культурологии ТГПУ им. Л.Н.Толстого):
«Э. Д. Гетманский считает, что истинное экслибрисное собирательство не есть самоцель. Собирательство без высокой научной идеи отказывает коллекционированию в его высоких духовных началах. Подтверждением тому служит его более чем сорокалетняя деятельность на этом поприще».